# Силезская Википедия
Силезская Википедия (сил. Ślōnskŏ Wikipedyjŏ) — раздел Википедии на силезском языке. Запущен 26 мая 2008 года.

## История
Первая попытка создания силезского раздела была предпринята в марте 2006 года, однако тогда эта идея не нашла поддержки, и предложение было отклонено.
В 2007 году Силезский язык был официально включён в список языков. Международная лингвистическая организация SIL International включила силезский язык в перечень языков 18 июля 2007 года, и Международной организацией по стандартизации (ISO) назначила ему код ISO «szl».
Вторая заявка на создание Википедии на силезском языке была представлена на рассмотрение 19 марта 2008 года после того как было решено удалить статьи, написанные в польской Википедии на силезском языке (в википроекте Силезия). После первоначального одобрения предложения (100 % — за) 31 марта 2008 года, тестовый проект был создан в инкубаторе Викимедиа. В следующем месяце там было 100 статей, в том числе более 1800 отдельных страницах. Через два месяца все восемь требований, необходимые для создания новой Википедии, были выполнены и, наконец, 26 мая 2008 года Силезская Википедия была создана.
Первоначально использовалось фонетическое правописание, с чешскими диакритиками. По достижении порога в 1000 статей 15 ноября 2008 года было решено постепенно отходить от употребления «фонетического алфавита» и переходить на алфавит Штойера. 26 февраля 2010 года раздел перешёл на правописание, выработанное сообществом Pro Loquela Silesiana (сил. ślabikŏrzowy szrajbōnek), содержащее как можно меньше «странных» знаков, как можно более простые правила и как можно меньше исключений. Изменения правописания оттолкнули часть пользователей. А для некоторых преградой стали принципы Википедии — запрет просилезской точки зрения.
В октябре 2010 года Силезская Википедия была упомянута как один из аргументов за то, чтобы силезский язык стал региональным в Польше. Проект закона об статусе силезского в качестве регионального языка был введён в Сейм парламентарием Мареком Плюрой. Однако это требование не было удовлетворено: силезский язык был официально признан диалектом польского.
30 декабря 2011 года была написана двухтысячная статья.
17 февраля 2014 года общее число страниц достигло 10000.
22 сентября 2014 года написана трёхтысячная статья.
6 августа 2016 года число статей достигло 5000. Юбилейной стала статья о штате Юта. Один из активнейших участников раздела Мацей Вуйцик сказал, описывая работу в разделе в интервью «Polskie Radio»:

При написании Википедии, мы сами учим язык. Иногда возникают споры, вытекающие из локальных различий в словообразовании или из-за существования нескольких названий одного и того же предмета, например, «mobilńok/mobilok» — мобильный телефон, <…> Написание энциклопедии — это задача очень сложная, особенно в случае языка, который до недавнего времени был исключительно языком простых людей. Однако в настоящее время существует большая группа образованных людей, которые не забыли услышанные в доме «годки». Возвращаются они к корням и лелеют свою культуру по-разному.
Оригинальный текст (пол.)Pisząc Wikipedię, sami się uczymy języka. Niekiedy powstają spory wynikające z lokalnych różnic w nazewnictwie albo istnienia kilku nazw na daną rzecz np. mobilńok/mobilok, czyli telefon komórkowy <…> Pisanie encyklopedii to zadanie bardzo ambitne, zwłaszcza w przypadku mowy, która do niedawna była wyłącznie mową ludzi prostych. Obecnie jednak istnieje spora grupa ludzi wykształconych, którzy nie zapomnieli słyszanej w domu godki. Wracają oni do korzeni i pielęgnują swoją kulturę na różne sposoby.